# 어브젝션
어브젝션(Aitraaz, Objection)은 인도에서 제작된 마스탄 엘리바이 버마월라 감독의 2004년 드라마, 스릴러 영화이다. 악쉐이 쿠마르 등이 주연으로 출연하였다.

## 출연

### 주연
- 악쉐이 쿠마르
- 카리나 카푸르
- 프리앙카 초프라

### 조연
- 암리쉬 푸리
- 파레시 로월